# Razzoli

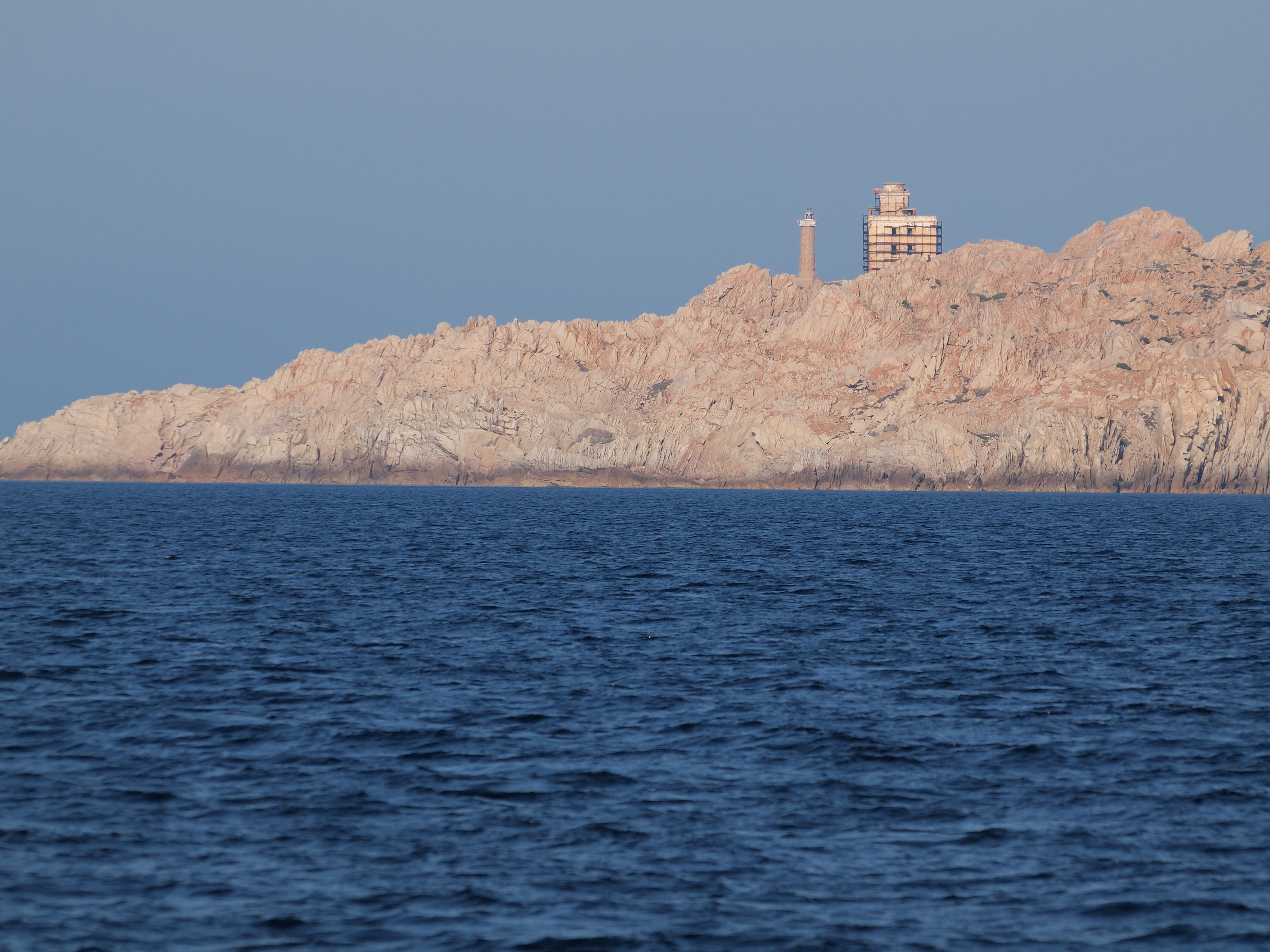
Vuurtoren op het eiland Razzoli

Razzoli (volledig: Isola Razzoli) is een rotseiland in de La Maddalena-archipel voor de kust van het Italiaanse eiland Sardinië en is het eiland van de eilandengroep dat het dichtst bij Corsica gelegen is. Sinds 1994 maakt het deel uit van Nationaal park La Maddalena-archipel.
Het eiland is 2,4 kilometer lang en 900 meter breed. Het ligt ongeveer 500 meter ten noorden van Budelli en ten westen van Santa Maria, waarvan het via een ongeveer één meter diep en minder dan honderd meter breed zeekanaal gescheiden is, de Passo degli Asinelli. Het eiland bestaat grotendeels uit roze graniet. De kusten zijn er onrustig. De zuidwestkust kenmerkt zich door een diepe inham in de kustlijn, de Cala Lunga, en vlak bij het schiereiland dat hier gelegen is liggen de rotseilandjes Di Cala Lunga. Andere baaien zijn onder andere de Cala dei Morti, Cala Calaccia, Cala del Rosario, Cala dell'Acqua, Cala dell'Orto, Cala Prima, Cala Seconda, Cala della Noce, Cala Cappello, Cala Bove Marino en l'Ultima Cala.
Het hoogste punt wordt gevormd door de 65 meter hoge Monte Capello. Op het eiland staat een oude vuurtoren, die sinds 1969 niet meer in bedrijf is. De bouwdatum van deze witte vuurtoren is onbekend. Oorspronkelijk stond hier een 25 meter hoge lichttoren. Toegang tot de oude vuurtoren wordt ontraden, daar deze sinds eind jaren 60 niet is onderhouden en thans in een abominabele staat verkeert. Thans wordt een poging ondernomen het gebouw te restaureren. Vlak naast de oude vuurtoren staat een twaalf meter hoge, nieuwe, ronde vuurtoren (uit 1974) die wel in bedrijf is. Beide vuurtorens zijn te bereiken over een pad dat loopt vanaf de baai Cala Lunga, waarover vroeger de brandstof voor de vuurtoren en de levensmiddelen voor de vuurtorenwachter werden aangevoerd. Het eiland is verder onbewoond en is bereikbaar vanaf La Maddalena middels huurboten. Ook in het verleden is het eiland nooit permanent bewoond geweest, maar boeren uit Bonifacio brachten wel regelmatig hun vee naar het eiland om het daar te laten grazen.
De wateren rondom het eiland zijn rijk aan vis en er komen nog enkele dolfijnen voor, waar op het eiland talloze vogelsoorten hun broedplaats hebben, waaronder aalscholvers, meeuwen, stormvogels en zwaluwen.